# Dinara Safina
Dinara Mikhailovna Safina (rus: Дина́ра Миха́йловна Са́фина; tàtar: Динара Мөбин кызы Сафина; Moscou, Unió Soviètica, 27 d'abril de 1986) ha estat una jugadora de tennis professional tàtara (ciutadana russa), que fou número 1 del rànquing individual femení. És la germana petita del també tennista exnúmero 1 del rànquing masculí Marat Safin, la primera parella germà-germana on tots dos arriben al capdamunt dels rànquings individuals en la història del tennis. Es retirà oficialment l'11 de maig de 2014, però estigué molts mesos sense jugar a causa d'una lesió a l'esquena; de fet, el seu darrer partit el disputà l'any 2001.
Malgrat no haver guanyat cap títol de Grand Slam, en disputà tres finals a Roland Garros (2008), Open d'Austràlia (2009) i novament Roland Garros (2009), sent derrotada per Ana Ivanović, Serena Williams i Svetlana Kuznetsova respectivament, i aquests resultats li van permetre arribar al número 1 del rànquing. En categoria de dobles femenins aconseguí guanyar el US Open (2007) junt a Nathalie Dechy. També guanyà una medalla d'argent als Jocs Olímpics de Pequín 2008, on fou derrotada per la seva compatriota Ielena Deméntieva.

## Biografia
La seva mare, Rauza Islanova, fou la seva entrenadora quan era jove mentre el seu pare era director del club de tennis de l'Spartak de Moscou. Tota la família era esportista i dedicada al tennis, començant pels seus pares i seguint el seu germà gran Marat. Malgrat que ella va indicar que no l'havien pressionat per dedicar-se a aquest esport, va sentir molta pressió durant la seva infantesa i el seu desenvolupament es va produir més tard. La seva família es va traslladar a València quan ella tenia 8 anys. Després de la seva mare, Glen Schaap es va encarregar de la seva formació, i Željko Krajan fou qui la conduí fins al número 1 del rànquing. Posteriorment va treballar amb Gastón Etlis i Davide Sanguinetti.

## Torneigs de Grand Slam

### Individual: 3 (0−3)
| Resultat  | Núm. | Any  | Torneig           | Oponent             | Marcador |
| --------- | ---- | ---- | ----------------- | ------------------- | -------- |
| Finalista | 1.   | 2008 | Roland Garros     | Ana Ivanović        | 4−6, 3−6 |
| Finalista | 2.   | 2009 | Open d'Austràlia  | Serena Williams     | 0−6, 3−6 |
| Finalista | 3.   | 2009 | Roland Garros (2) | Svetlana Kuznetsova | 4−6, 2−6 |

### Dobles: 2 (1−1)
| Resultat   | Núm. | Any  | Torneig     | Parella            | Oponents                       | Marcador    |
| ---------- | ---- | ---- | ----------- | ------------------ | ------------------------------ | ----------- |
| Finalista  | 1.   | 2006 | US Open     | Katarina Srebotnik | Nathalie Dechy Vera Zvonariova | 6−7(5), 5−7 |
| Guanyadora | 2.   | 2007 | US Open (2) | Nathalie Dechy     | Chan Yung-Jan Chuang Chia-Jung | 6−4, 6−2    |

## Jocs Olímpics

### Individual
| Any  | Campionat                   | Oponent           | Resultat      |
| ---- | --------------------------- | ----------------- | ------------- |
| 2008 | Jocs Olímpics, Pequín, Xina | Ielena Deméntieva | 3−6, 7−5, 6−3 |

## Carrera esportiva
Va debutar l'any 2002 amb setze anys sobre la terra batuda d'Estoril arribant a semifinals. Aquest mateix any ja va guanyar el primer títol del seu palmarès a Sopot contra Henrieta Nagyová, malgrat venir de la fase prèvia. Aquests resultats li van permetre entrar al grup de les cent millors tennistes. En la següent temporada va guanyar el segon títol a Palerm davant Katarina Srebotnik. En els Grand Slams va caure tot just en primera ronda a excepció del US Open, on va arribar a quarta ronda fins a caure en mans de Justine Henin. L'any 2004 no va aconseguir cap títol però va disputar una final a Luxemburg sent vençuda per Alicia Molik.
La seva escalada en el rànquing va continuar durant el 2005, després de caure en segona ronda a l'Open d'Austràlia en segona ronda, es va desfer d'Amélie Mauresmo en la final de París obtenint el tercer títol del seu palmarès i la primera victòria de la seva carrera sobre una tennista del Top 5. Al maig va guanyar el segon títol de l'any a Praga davant Zuzana Ondrášková. En la resta de Grand Slams no va aconseguir bons resultats però al final de temporada va arribar a les semifinals de Luxemburg, Moscou i Hasselt. En els quarts de final de Moscou va derrotar a la número 1 del rànquing Maria Xaràpova. A final de temporada va disputar un important partit de dobles junt a Ielena Deméntieva que va ajudar l'equip rus a guanyar la Copa Federació.
La temporada 2006 va començar amb un mal resultat a l'Open d'Austràlia, i després de diversos resultats regulars, va destacar a Roma, on va disputar la primera final d'un torneig de categoria Tier I després de superar diverses tennistes del Top 10, però fou derrotada per Martina Hingis. Al Roland Garros va disputar els quarts de final d'un Grand Slam per primera vegada. A continuació va disputar la seva primera final en un torneig sobre gespa a 's-Hertogenbosch, perdent davant Michaëlla Krajicek. En el US Open va arribar també a quarts de final, però el fet a destacar de la temporada fou la disputa de la final de dobles amb Katarina Srebotnik com a parella. A la tardor es va estrenar en el Top 10 però va acabar l'any en l'onzena posició i sense cap títol.
Només començar el 2007 es va imposar en la final de Gold Coast derrotant a Hingis en la final. Destacar també el fet que va fer doblet amb el títol de dobles. Malauradament, a l'Open d'Austràlia no va superar la tercera ronda. La segona final de l'any la va disputar a Charleston, però fou superada per Jelena Janković. En el Roland Garros va perdre davant Serena Williams en quarta ronda, va arribar a semifinals de 's-Hertogenbosch i va caure en segona ronda a Wimbledon. En el US Open va arribar a quarta ronda sent vençuda per la número 1 Justine Henin. En la categoria de dobles va tornar a disputar la final però en aquesta ocasió es va emportar el títol amb la companyia de Nathalie Dechy, el primer títol de Grand Slam de la seva carrera.

### Ascens al número 1 (2008−2009)
2008
A nivell individual va tenir un pobre inici de temporada 2008 amb resultats molt mediocres, contràriament, en dobles va guanyar dos títols a Gold Coast amb Ágnes Szávay i Indian Wells amb Ielena Vesninà. Aquest període negatiu va canviar durant els torneigs sobre terra batuda, durant el transcurs del torneig de Berlín va superar Justine Henin (número 1 del rànquing), Serena Williams i Ielena Deméntieva, i finalment va obtenir el primer títol de categoria Tier I del seu palmarès. Aquest títol fou un punt d'inflexió en la seva carrera, ja que a continuació feu una gran actuació en el Roland Garros, derrotant a Maria Xaràpova (nova número 1 del rànquing) i a les seves compatriotes Svetlana Kuznetsova i Deméntieva. Disputà la seva primera final de Grand Slam individual però la va vèncer Ana Ivanović en al final. A continuació aconseguí un bon resultat a 's-Hertogenbosch malgrat perdre la final contra Tamarine Tanasugarn, però va caure en tercera ronda de Wimbledon. Ja a l'estiu va aconseguir el segon títol a Los Angeles davant de Flavia Pennetta, i la setmana següent el tercer a Mont-real davant Dominika Cibulková, resultats que li van permetre imposar-se en les US Open Series. A continuació es van disputar els Jocs Olímpics de Pequín, i Safina va disputar la categoria individual femenina. A quarts de final es va imposar a la número 1 Jelena Janković, esdevenint la primera a guanyar tres tennistes diferents número 1 del rànquing en un mateix any. A semifinals va superar la local Li Na, i en la final es va enfrontar a la seva compatriota Ielena Deméntieva, que la va derrotar en tres sets i va obtenir la medalla d'argent. En començar el US Open era un dels cinc tennistes que optaven a coronar-se amb el número 1 del rànquing, però en caure a semifinals davant Serena Williams només va poder ascendir fins al 5è lloc del rànquing. Ja a la tardor va aconseguir un nou títol a Tòquio davant Kuznetsova i va escalar fins al segon lloc. Es va classificar per primera vegada pel WTA Tour Championships però va cedir en els tres partits de la fase de grups, acabant l'any en la tercera posició del rànquing.
2009
Va començar la temporada disputant la Copa Hopman junt al seu germà, on van arribar a la final però van ser superats per la parella eslovaca. A continuació va seguir a Sydney arribant també a la final però sent derrotada per Deméntieva. Demostrant el seu gran nivell tennístic es va classificar per la final de l'Open d'Austràlia, però fou vençuda per Serena Williams en menys d'una hora. En el primer mes de l'any va disputar les finals dels tres torneigs on va participar però en totes fou derrotada. Va abaixar el nivell de resultats durant els següents mesos però la quantitat de punts acumulada li van permetre escalar fins al número 1 del rànquing individual esdevenint la segona tennista russa després de Maria Xaràpova i amb el seu germà Marat van esdevenir la primera parella germà-germana número 1 dels respectius rànquings individuals, tot i que no a la vegada. Va començar els torneigs sobre terra batuda amb la intenció de coronar-se al Roland Garros. En el primer torneig a Stuttgart fou també finalista davant de Svetlana Kuznetsova, de qui es venjà en la següent final de Roma. A continuació s'imposà a Madrid vencent a Caroline Wozniacki, i arribà al Roland Garros com a màxima favorita. Demostrà un gran rendiment en totes les rondes i coincidí novament amb Kuznetsova en la final, però va caure en dos sets. A Wimbledon va avançar fins als quarts de final en ser superada per Venus Williams. Després d'aquest resultat van aparèixer les primeres crítiques contra Safina pel seu estil de joc i resultats en Grand Slams malgrat ser la principal cap de sèrie. S'imposà a Portorož i disputà la vuitena final de l'any a Cincinnati, on caigué en mans de Jelena Janković. A partir d'aquí encadenà una sèrie de mals resultats, entre les quals la derrota en tercera ronda al US Open davant Petra Kvitová. Això provocà la pèrdua del número 1 a l'octubre a causa de Serena Williams, però el recuperà dues setmanes després. En el WTA Tour Championships tenia la possibilitat d'acabar l'any com a número 1 però s'hagué de retirar a causa d'una lesió a l'esquena en el primer partit, i acabà l'any en segona posició amb tres títols de vuit finals.

### Lesions i retirada (2010−2014)
2010
Després de caure en quarts de final de Sydney en mans de Deméntieva, Safina s'hagué de retirar en quarta ronda de l'Open d'Austràlia per una lesió a l'esquena que l'obligà a renunciar a participar en diversos torneigs. Va retornar al circuit per disputar els primers torneigs sobre terra batuda però amb resultats molt negatius, ja que fou eliminada en els primers partits de Roma, Madrid, Roland Garros i 's-Hertogenbosch. Aquestes cinc derrotes consecutives van provocar un important descens en el rànquing fins al 20è lloc. Després de renunciar a Wimbledon, va tornar a l'estiu per la gira nord-americana. Entre els torneigs de Stanford, San Diego, Cincinnati, Toronto, New Haven i el US Open només va aconseguir sis victòries, i la caiguda en el rànquing fou en picat. A la tardor no van millorar els resultats en la gira asiàtica, a Seül, Tòquio i Pequín només va guanyar dos partits. La temporada fou totalment desastrosa per Safina, només va aconseguir 13 victòries per 16 derrotes, no va superar els quarts de final de cap torneig i va caure de la segona posició del rànquing individual fins al 62è lloc.
2011
Va començar la temporada 2011 de la mateixa manera com acabà la temporada anterior, va perdre en primera ronda d'Auckland, Hobart i l'Open d'Austràlia, a més, en aquest darrer per un doble 6−0 davant Kim Clijsters. Malgrat va tallar la ratxa negativa de sis derrotes consecutives i arribar a quarta ronda de París, Safina va anunciar poc després que no competiria més durant aquesta temporada a causa dels dolors persistents en l'esquena. Durant tot l'any no va fer cap aparició pública però el ser germà Marat va anunciar el 7 d'octubre de 2011 que ella havia decidit retirar-se amb 25 anys a causa de la lesió crònica que tenia a l'esquena, es trobava físicament bé per fer vida normal però que els dolors d'esquena li impedien jugar a tennis professionalment. Safina va indicar mitjançant el seu compte de Twitter que no havia pres una decisió final sobre la seva retirada i que necessitava més temps.
Retirada
Després de diversos anys sense pronunciar-se, Safina va anunciar la seva retirada oficial l'11 de maig de 2014, després de la disputa de la final del torneig de Madrid, a la qual fou convidada per ser homenatjada.

## Palmarès: 22 (12−9−1)

### Individual: 24 (12−12)
| Abans de 2009                | Després de 2009         |
| ---------------------------- | ----------------------- |
| Grand Slam (0−3)             |                         |
| Jocs Olímpics Argent (1)     |                         |
| WTA Tour Championships (0−0) |                         |
| Tier I (3−2)                 | Premier Mandatory (1−0) |
| Tier II (2−0)                | Premier 5 (1−1)         |
| Tier III (2−3)               | Premier (0−2)           |
| Tier IV i V (2−0)            | International (0−1)     |

| Títols per superfície |
| --------------------- |
| Dura (5−5)            |
| Gespa (0−2)           |
| Terra batuda (6−5)    |
| Moqueta (1−0)         |

| Resultat   | Núm. | Data                   | Torneig                         | Superfície       | Oponent en la final | Marcador           |
| ---------- | ---- | ---------------------- | ------------------------------- | ---------------- | ------------------- | ------------------ |
| Guanyadora | 1.   | 27 de juliol de 2002   | Sopot, Polònia                  | Terra batuda     | Henrieta Nagyová    | 6−3, 4−0, retirada |
| Guanyadora | 2.   | 13 de juliol de 2003   | Palerm, Itàlia                  | Terra batuda     | Katarina Srebotnik  | 6−3, 6−4           |
| Finalista  | 1.   | 31 d'octubre de 2004   | Luxemburg, Luxemburg            | Dura (i)         | Alicia Molik        | 3−6, 4−6           |
| Guanyadora | 3.   | 13 de febrer de 2005   | París, França                   | Moqueta (i)      | Amélie Mauresmo     | 6−4, 2−6, 6−3      |
| Guanyadora | 4.   | 15 de maig de 2005     | Praga, República Txeca          | Terra batuda     | Zuzana Ondrášková   | 7−6(2), 6−3        |
| Finalista  | 2.   | 21 de maig de 2006     | Roma, Itàlia                    | Terra batuda     | Martina Hingis      | 2−6, 5−7           |
| Finalista  | 3.   | 24 de juny de 2006     | 's-Hertogenbosch, Països Baixos | Gespa            | Michaëlla Krajicek  | 3−6, 4−6           |
| Guanyadora | 5.   | 6 de gener de 2007     | Gold Coast, Austràlia           | Dura             | Martina Hingis      | 6−3, 3−6, 7−5      |
| Finalista  | 4.   | 15 d'abril de 2007     | Charleston, Estats Units        | Terra batuda     | Jelena Janković     | 2−6, 2−6           |
| Guanyadora | 6.   | 11 de maig de 2008     | Berlín, Alemanya                | Terra batuda     | Ielena Deméntieva   | 3−6, 6−2, 6−2      |
| Finalista  | 5.   | 5 de juny de 2008      | Roland Garros, França           | Terra batuda     | Ana Ivanović        | 4−6, 3−6           |
| Finalista  | 6.   | 21 de juny de 2008     | 's-Hertogenbosch (2)            | Gespa            | Tamarine Tanasugarn | 5−7, 3−6           |
| Guanyadora | 7.   | 27 de juliol de 2008   | Los Angeles, Estats Units       | Dura             | Flavia Pennetta     | 6–4, 6–2           |
| Guanyadora | 8.   | 3 d'agost de 2008      | Mont-real, Canadà               | Dura             | Dominika Cibulková  | 6−2, 6−1           |
| Finalista  | 7.   | 17 d'agost de 2008     | Jocs Olímpics, Pequín, Xina     | Dura             | Ielena Deméntieva   | 3−6, 7−5, 6−3      |
| Guanyadora | 9.   | 21 de setembre de 2008 | Tòquio, Japó                    | Dura             | Svetlana Kuznetsova | 6−1, 6−3           |
| Finalista  | 8.   | 16 de gener de 2009    | Sydney, Austràlia               | Dura             | Ielena Deméntieva   | 3−6, 6−2, 1−6      |
| Finalista  | 9.   | 30 de gener de 2009    | Open d'Austràlia, Austràlia     | Dura             | Serena Williams     | 0−6, 3−6           |
| Finalista  | 10.  | 3 de maig de 2009      | Stuttgart, Alemanya             | Terra batuda (i) | Svetlana Kuznetsova | 4−6, 3−6           |
| Guanyadora | 10.  | 9 de maig de 2009      | Roma, Itàlia                    | Terra batuda     | Svetlana Kuznetsova | 6−3, 6−2           |
| Guanyadora | 11.  | 17 de maig de 2009     | Madrid, Espanya                 | Terra batuda     | Caroline Wozniacki  | 6−2, 6−4           |
| Finalista  | 11.  | 6 de juny de 2009      | Roland Garros (2)               | Terra batuda     | Svetlana Kuznetsova | 4−6, 2−6           |
| Guanyadora | 12.  | 26 de juliol 2009      | Portorož, Eslovènia             | Dura             | Sara Errani         | 6−7(5), 6−1, 7−5   |
| Finalista  | 12.  | 16 d'agost de 2009     | Cincinnati, Estats Units        | Dura             | Jelena Janković     | 4−6, 2−6           |

#### Períodes com a número 1
| Núm. | Precedida per   | Dates                   | Succeïda per    | Setmanes | Acumulat |
| ---- | --------------- | ----------------------- | --------------- | -------- | -------- |
| 1.   | Serena Williams | 20/04/2009 − 11/10/2009 | Serena Williams | 25       | 25       |
| 2.   | Serena Williams | 26/10/2009 − 01/11/2009 | Serena Williams | 1        | 26       |

### Dobles: 16 (9−7)
| Abans de 2009                | Després de 2009         |
| ---------------------------- | ----------------------- |
| Grand Slam (1−1)             |                         |
| WTA Tour Championships (0−0) |                         |
| Tier I (1−0)                 | Premier Mandatory (0−0) |
| Tier II (2−4)                | Premier 5 (0−0)         |
| Tier III (4−0)               | Premier (0−0)           |
| Tier IV i V (0−2)            | International (1−0)     |

| Títols per superfície |
| --------------------- |
| Dura (7−6)            |
| Gespa (1−0)           |
| Terra batuda (0−0)    |
| Moqueta (1−1)         |

| Resultat   | Núm. | Data                   | Torneig                         | Superfície  | Parella                 | Oponents en la final                  | Marcador               |
| ---------- | ---- | ---------------------- | ------------------------------- | ----------- | ----------------------- | ------------------------------------- | ---------------------- |
| Finalista  | 1.   | 6 de gener de 2003     | Canberra, Austràlia             | Dura        | Dája Bedáňová           | Tathiana Garbin Émilie Loit           | 3−6, 6−3, 4−6          |
| Finalista  | 2.   | 12 de gener de 2004    | Sydney, Austràlia               | Dura        | Meghann Shaughnessy     | Cara Black Rennae Stubbs              | 5−7, 6−3, 4−6          |
| Guanyadora | 1.   | 26 de setembre de 2004 | Pequín, Xina                    | Dura        | Emmanuelle Gagliardi    | Gisela Dulko Maria Vento-Kabchi       | 6−4, 6−4               |
| Finalista  | 3.   | 9 de gener de 2005     | Hobart, Austràlia               | Dura        | Anabel Medina Garrigues | Yan Zi Zheng Jie                      | 4−6, 5−7               |
| Finalista  | 4.   | 7 de febrer de 2005    | París, França                   | Dura (i)    | Anabel Medina Garrigues | Iveta Benešová Květa Peschke          | 2−6, 6−2, 2−6          |
| Finalista  | 5.   | 14 de febrer de 2005   | Anvers, Bèlgica                 | Moqueta (i) | Anabel Medina Garrigues | Cara Black Els Callens                | 6−3, 4−6, 4−6          |
| Guanyadora | 2.   | 18 de juny de 2005     | 's-Hertogenbosch, Països Baixos | Herba       | Anabel Medina Garrigues | Iveta Benešová Núria Llagostera Vives | 6−4, 2−6, 7−6(11)      |
| Guanyadora | 3.   | 7 de gener de 2006     | Gold Coast, Austràlia           | Dura        | Meghann Shaughnessy     | Cara Black Rennae Stubbs              | 6−2, 6−3               |
| Guanyadora | 4.   | 19 de febrer de 2006   | Anvers                          | Moqueta (i) | Katarina Srebotnik      | Stéphanie Foretz Michaëlla Krajicek   | 6−1, 6−1               |
| Finalista  | 6.   | 7 de setembre de 2006  | US Open, Estats Units           | Dura        | Katarina Srebotnik      | Nathalie Dechy Vera Zvonariova        | 6−7(5), 5−7            |
| Guanyadora | 5.   | 6 de gener de 2007     | Gold Coast (2)                  | Dura        | Katarina Srebotnik      | Iveta Benešová Galina Voskobóieva     | 6−3, 6−4               |
| Guanyadora | 6.   | 9 de setembre de 2007  | US Open                         | Dura        | Nathalie Dechy          | Yung-Jan Chan Chia-Jung Chuang        | 6−4, 6−2               |
| Finalista  | 7.   | 1 d'octubre de 2007    | Stuttgart, Alemanya             | Dura (i)    | Chan Yung-jan           | Květa Peschke Rennae Stubbs           | 7−6(1), 6−7(4), [2−10] |
| Guanyadora | 7.   | 5 de gener de 2008     | Gold Coast (3)                  | Dura        | Ágnes Szávay            | Yan Zi Zheng Jie                      | 6−1, 6−2               |
| Guanyadora | 8.   | 22 de març de 2008     | Indian Wells, Estats Units      | Dura        | Ielena Vesninà          | Yan Zi Zheng Jie                      | 6–1, 1–6, [10–8]       |
| Guanyadora | 9.   | 6 de març de 2011      | Kuala Lumpur, Malàisia          | Dura        | Galina Voskoboeva       | Noppawan Lertcheewakarn Jessica Moore | 7–5, 2–6, [10–5]       |

### Equips: 2 (1−1)
| Resultat   | Núm. | Data                      | Torneig                       | Superfície   | Equip                                               | Oponents                                                   | Marcador |
| ---------- | ---- | ------------------------- | ----------------------------- | ------------ | --------------------------------------------------- | ---------------------------------------------------------- | -------- |
| Guanyadora | 1.   | 17−18 de setembre de 2005 | Copa Federació, París, França | Terra batuda | Ielena Deméntieva Vera Dushevina Anastassia Mískina | Nathalie Dechy Tatiana Golovin Amélie Mauresmo Mary Pierce | 3−2      |
| Finalista  | 1.   | 9 de gener de 2009        | Copa Hopman, Perth, Austràlia | Dura         | Marat Safin                                         | Dominika Cibulková Dominik Hrbatý                          | 2−0      |

## Trajectòria

### Individual
| Torneig | 2001        | 2002        | 2003        | 2004  | 2005        | 2006        | 2007        | 2008  | 2009        | 2010        | 2011        | Títols   | V−D     |
| --- | ----------- | ----------- | ----------- | ----- | ----------- | ----------- | ----------- | ----- | ----------- | ----------- | ----------- | -------- | ------- |
| Open d'Austràlia | A           | A           | 1R          | 3R    | 2R          | 2R          | 3R          | 1R    | F           | 4R          | 1R          | 0 / 9    | 15–9    |
| Roland Garros | A           | A           | 1R          | 2R    | 1R          | QF          | 4R          | F     | F           | 1R          | A           | 0 / 8    | 20–8    |
| Wimbledon | A           | Q           | 1R          | 1R    | 3R          | 3R          | 2R          | 3R    | SF          | A           | A           | 0 / 7    | 12–7    |
| US Open | A           | 2R          | 4R          | 1R    | 1R          | QF          | 4R          | SF    | 3R          | 1R          | A           | 0 / 9    | 18–9    |
| Jocs Olímpics | No celebrat | No celebrat | No celebrat | A     | No celebrat | No celebrat | No celebrat | F     | No celebrat | No celebrat | No celebrat | 0 / 1    | 5 – 1   |
| WTA Tour Championships | A           | A           | A           | A     | A           | A           | A           | RR    | RR          | A           | A           | 0 / 2    | 0–4     |
| Total Victòries−Derrotes                                                                                                   | 0−0         | 12−5        | 18−15       | 20−19 | 36−19       | 44−21       | 43−22       | 55−19 | 55−16       | 13−16       | 11−8        | 12 / 171 | 307–160 |
| Rànquing a final d'any | 394         | 68          | 54          | 44    | 20          | 11          | 16          | 3     | 2           | 62          | 129         |          |         |
| Llegenda: G: Guanyadora; F: Finalista; SF: Semifinalista; QF: Quarts de final; Q: Qualificació; A: Absent; RR: Round Robin |             |             |             |       |             |             |             |       |             |             |             |          |         |